# Kwas nadmanganowy
Kwas nadmanganowy (nazwa Stocka: kwas manganowy(VII)), HMnO4 – nieorganiczny związek chemiczny z grupy kwasów tlenowych, w którym mangan występuje na +7 stopniu utlenienia. Jest mocnym kwasem. Występuje jedynie w roztworach wodnych, nie został otrzymany w czystej postaci. Jego sole to nadmanganiany, z których najpowszechniej używany jest nadmanganian potasu, a bezwodnikiem kwasu nadmanganowego jest tlenek manganu(VII).
Tworzy się poprzez zakwaszenie roztworu nadmanganianu baru kwasem siarkowym (wytrąca się przy tym osad siarczanu baru, który należy odsączyć):
Ba(MnO4)2 + H2SO4 → 2HMnO4 + BaSO4↓